# Табусэ, Юта
Юта Табусэ (田臥 勇太 (яп. Tabuse Yūta)); родился 5 октября 1980 года в Иокогаме, Япония) — японский профессиональный баскетболист, атакующий и разыгрывающий защитник. В настоящее время выступает за японскую команду «Уцуномия Брекс». В течение нескольких сезонов играл в НБА, став первым японским баскетболистом в ассоциации. При росте 175 см является одним из самых низкорослых баскетболистов в истории Национальной баскетбольной ассоциации.
Впервые на площадке в НБА появился в сезоне 2004-05 годов в четырёх матчах за «Финикс Санз». В Японии популярен с момента выступлений за колледж — на этом уровне трижды приводил свою команду к чемпионству. В прессе его часто называли «японский Майкл Джордан».
Бывший игрок НБА Майкл Купер, который тренировал Табусэ в «Альбукерке Тандербёрдс», говорит о нём: "Он очень быстро переключается в игре и способен её изменить благодаря скорости и передачам мяча. Он — лучший раздающий игрок, с которым мне приходилось играть за последнее время, " а ассистент главного тренера «Санз» Марк Яварони добавляет: «Мне нравится его энергия, его кураж.»

## Карьера

### Ранние годы
Табусэ родился в Иокогаме в спортивной семье. Начал заниматься баскетболом в девять лет, так как не интересовался другими популярными видами спорта в Японии — бейсболом и футболом. Учился в Техническом колледже Носиро (яп. 能代工業高校 носиро ко:гё: ко:ко:) в префектуре Акита. Команду колледжа трижды приводил к чемпионству на национальной арене, причем за три года команда не потерпела ни одного поражения.
После окончания колледжа в марте 1999 года Табусэ принял участие в программе по изучению английского языка как иностранного в Молодёжном университете Брайхэм, Гавайи (англ. Brigham Young University–Hawaii). Он провёл в нём два года и отыграл сезон до начала профессиональной карьеры. В среднем в Восточно-Тихоокеанской конференции он набирал за матч 7,6 очков и отдавал 6,6 результативных передач.
Затем Табусэ вернулся в Японию, где выступал за клуб «Тойота Элварк», с которым получил звание «Лучший молодой игрок» Японской баскетбольной лиги в сезоне 2002–03.

### НБА
После ухода из «Тойота Элварк» в 2003 году Табусэ стал первым японским игроком, который попал в Летнюю лигу НБА - здесь он отыграл шесть матчей за «Даллас Маверикс», где в среднем набирал 4,5 очка, делал 1,7 подбора и отдавал 1 результативную передачу за 13 минут игрового времени. Табусэ был первым игроком, который мог попасть в НБА - это привлекло внимание к нему со стороны СМИ и общества в Японии. 27 сентября этого же года Табусэ присоединился к тренировочному лагерю «Денвер Наггетс», но покинул его 24 октября, до начала регулярного сезона.
Сезоне 2003-04 Табусэ провёл в команде-чемпионе Американской баскетбольной ассоциации (АБА) «Лонг Бич Джэм», в среднем набирая 5,3 очков, делая 2,4 подбора и отдавая рекордное в команде число результативных передач - 6,3 в среднем за игру. Всего провёл за клуб 18 игр.
В сезоне НБА 2004–05 Табусэ присоединился к тренировочному лагерю «Финикс Санз» и дебютировал в ассоциации. В первой игре, состоявшейся 3 ноября 2004 года против клуба «Атланта Хокс» он набрал 7 очков, однако остаток сезона провёл в «Джэм».
В сезоне НБА 2005–06 Табусэ подписал контракт с «Лос-Анджелес Клипперс», однако покинул клуб до начала регулярного чемпионата. Осенью этого же года Табусэ появился в игре ограниченной серии NBA Live, которая вышла в Японии, при этом он не принял участие ни в одной игре этого сезона. В этом же году он был выбран на драфте командой Лиги развития НБА «Альбукерке Тандербёрдс», в которой принял участие в 34 играх, набирая в среднем 6,5 очка и отдавая 4 результативных передачи. 16 марта 2006 года он покинул команду.
В 2006 году Табусэ решил пожертвовать возможностью выступить за национальную сборную, принимающую участие в чемпионате мира в пяти городах Японии (19 августа - 3 сентября) выступлениям в Летней лиге за «Даллас Маверикс». В ноябре 2006 года Табусэ был выбран на драфте Лиги развития НБА под 11-м номером в третьем раунде (общий 35-й номер) командой «Бейкерсфилд Джэм».
В ноябре 2007 года, перед началом сезона 2007-08 «Джэм» разорвали контракт с игроком.
8 декабря 2007 года Табусэ попал в команду Лиги развития «Анахайм Арсенал» и дебютировал за неё 9 декабря в игре против бывшей команды «Бейкерсфилд Джэм», набрал за 13 минут в игре 4 очка и отдал 3 результативные передачи. За сезон 2007–08 Табусэ набирал в среднем 4,5 очка, забирал 1,2 подбора и отдавал 2 результативные передачи. Всего выходил в 39 играх.
В июле 2008 года игрок присоединился к «Нью-Джерси Нетс», за которую выступал в Летней лиге в Орландо.

### Возвращение в Японию
В августе 2008 года Табусэ подписал контракт с клубом Японской баскетбольной лиги «Линк Тотиги Брекс» - главный тренер «Тотиги» Мацухико Като следил за выступлениями игрока ещё со времен колледжа.
В апреле 2009 года Табусэ попал в число 22 игроков национальной сборной, которые наигрывались для участия в чемпионате Азии ФИБА. В мае 2009 года ESPN опубликовала информацию о том, что Табусэ не примет участие в играх сборной из-за игр Летней лиги за «Даллас Маверикс».
В 2010 году стал чемпионом Японии и был признан MVP финала.

## Интересные факты
Игрок попал на обложку игры NBA Live 06.

## Статистика

### Статистика в НБА
| Сезон   | Команда | Регулярный сезон | Регулярный сезон | Регулярный сезон | Регулярный сезон | Регулярный сезон | Регулярный сезон | Регулярный сезон | Регулярный сезон | Регулярный сезон | Регулярный сезон | Регулярный сезон | Серия плей-офф | Серия плей-офф | Серия плей-офф | Серия плей-офф | Серия плей-офф | Серия плей-офф | Серия плей-офф | Серия плей-офф | Серия плей-офф | Серия плей-офф | Серия плей-офф |
| Сезон   | Команда | GP               | GS               | MPG              | FG%              | 3P%              | FT%              | RPG              | APG              | SPG              | BPG              | PPG              | GP             | GS             | MPG            | FG%            | 3P%            | FT%            | RPG            | APG            | SPG            | BPG            | PPG            |
| ------- | ------- | ---------------- | ---------------- | ---------------- | ---------------- | ---------------- | ---------------- | ---------------- | ---------------- | ---------------- | ---------------- | ---------------- | -------------- | -------------- | -------------- | -------------- | -------------- | -------------- | -------------- | -------------- | -------------- | -------------- | -------------- |
| 2004/05 | Финикс  | 4                | 0                | 4,3              | 16,7             | 100,0            | 100,0            | 1,0              | 0,8              | 0,0              | 0,0              | 1,8              | Не участвовал  | Не участвовал  | Не участвовал  | Не участвовал  | Не участвовал  | Не участвовал  | Не участвовал  | Не участвовал  | Не участвовал  | Не участвовал  | Не участвовал  |
|         | Всего   | 4                | 0                | 4,3              | 16,7             | 100,0            | 100,0            | 1,0              | 0,8              | 0,0              | 0,0              | 1,8              | Не участвовал  | Не участвовал  | Не участвовал  | Не участвовал  | Не участвовал  | Не участвовал  | Не участвовал  | Не участвовал  | Не участвовал  | Не участвовал  | Не участвовал  |

### Статистика в Джи-Лиге
| Сезон   | Команда         | Регулярный сезон | Регулярный сезон | Регулярный сезон | Регулярный сезон | Регулярный сезон | Регулярный сезон | Регулярный сезон | Регулярный сезон | Регулярный сезон | Регулярный сезон | Регулярный сезон | Серия плей-офф | Серия плей-офф | Серия плей-офф | Серия плей-офф | Серия плей-офф | Серия плей-офф | Серия плей-офф | Серия плей-офф | Серия плей-офф | Серия плей-офф | Серия плей-офф |
| Сезон   | Команда         | GP               | GS               | MPG              | FG%              | 3P%              | FT%              | RPG              | APG              | SPG              | BPG              | PPG              | GP             | GS             | MPG            | FG%            | 3P%            | FT%            | RPG            | APG            | SPG            | BPG            | PPG            |
| ------- | --------------- | ---------------- | ---------------- | ---------------- | ---------------- | ---------------- | ---------------- | ---------------- | ---------------- | ---------------- | ---------------- | ---------------- | -------------- | -------------- | -------------- | -------------- | -------------- | -------------- | -------------- | -------------- | -------------- | -------------- | -------------- |
| 2007/08 | Анахайм Арсенал | 39               | 0                | 13,0             | 37,4             | 34,1             | 81,0             | 1,1              | 2,0              | 0,7              | 0,0              | 4,5              | Не участвовал  | Не участвовал  | Не участвовал  | Не участвовал  | Не участвовал  | Не участвовал  | Не участвовал  | Не участвовал  | Не участвовал  | Не участвовал  | Не участвовал  |
|         | Всего           | 39               | 0                | 13,0             | 37,4             | 34,1             | 81,0             | 1,1              | 2,0              | 0,7              | 0,0              | 4,5              | Не участвовал  | Не участвовал  | Не участвовал  | Не участвовал  | Не участвовал  | Не участвовал  | Не участвовал  | Не участвовал  | Не участвовал  | Не участвовал  | Не участвовал  |

### Статистика в других лигах
| Сезон | Команда                       | Лига                          | GP  | GS  | MPG  | FG%  | 3P%  | FT%  | RPG | APG | SPG | BPG | PFL | TOV | PPG  |
| --- | ----------------------------- | ----------------------------- | --- | --- | ---- | ---- | ---- | ---- | --- | --- | --- | --- | --- | --- | ---- |
| 2011/12 | Линк Тотиги Брекс             | Японская баскетбольная лига   | 40  | 7   | 21,3 | 48,2 | 24,4 | 74,1 | 2,5 | 2,7 | 1,2 | 0,1 | 1,5 | 0,8 | 6,7  |
| 2012/13 | Линк Тотиги Брекс             | Японская баскетбольная лига   | 22  | 18  | 26,6 | 47,8 | 17,6 | 87,9 | 2,4 | 2,7 | 0,8 | 0,0 | 1,5 | 1,2 | 10,5 |
| 2013/14 | Линк Тотиги Брекс             | НБЛ (Япония)                  | 55  | 55  | 32,9 | 44,1 | 30,1 | 86,6 | 4,3 | 5,9 | 1,9 | 0,0 | 2,5 | 2,1 | 15,4 |
| 2014/15 | Линк Тотиги Брекс             | НБЛ (Япония)                  | 54  | 51  | 27,3 | 47,2 | 27,7 | 78,9 | 2,3 | 4,1 | 1,5 | 0,1 | 1,9 | 1,7 | 10,4 |
| 2015/16 | Линк Тотиги Брекс             | НБЛ (Япония)                  | 54  | 41  | 23,8 | 48,0 | 29,2 | 84,0 | 1,9 | 3,3 | 1,2 | 0,0 | 1,7 | 1,1 | 6,9  |
| 2016/17 | Линк Тотиги Брекс             | Би лига                       | 64  | 40  | 20,9 | 49,9 | 25,6 | 82,8 | 1,8 | 3,4 | 1,0 | 0,1 | 1,7 | 0,9 | 7,2  |
| 2017/18 | Линк Тотиги Брекс             | Би лига                       | 61  | 23  | 18,3 | 48,1 | 13,6 | 87,0 | 1,7 | 2,6 | 0,8 | 0,0 | 1,4 | 0,8 | 5,6  |
| 2018/19 | Линк Тотиги Брекс             | Би лига                       | 19  | 5   | 12,0 | 47,3 | 0,0  | 90,9 | 0,9 | 1,9 | 0,4 | 0,0 | 0,7 | 0,4 | 3,8  |
| 2019/20 | Уцуномия Брекс                | Би лига                       | 13  | 13  | 9,2  | 50,0 | 20,0 | 0,0  | 0,6 | 0,7 | 0,3 | 0,0 | 1,2 | 0,2 | 1,6  |
| 2020/21 | Уцуномия Брекс                | Би лига                       | 33  | 0   | 3,2  | 47,1 | 33,3 | -    | 0,1 | 0,3 | 0,1 | 0,0 | 0,6 | 0,1 | 0,5  |
| 2021/22 | Уцуномия Брекс                | Би лига                       | 43  | 0   | 4,6  | 43,8 | 33,3 | 80,0 | 0,5 | 0,2 | 0,1 | 0,0 | 0,5 | 0,2 | 0,8  |
| 2022/23 | Уцуномия Брекс                | Би лига                       | 14  | 0   | 3,4  | 36,4 | 33,3 | -    | 0,4 | 0,2 | 0,2 | 0,0 | 0,3 | 0,1 | 0,6  |
| 2023/24 | Уцуномия Брекс                | Би лига                       | 16  | 0   | 2,3  | 20,0 | 0,0  | 85,7 | 0,4 | 0,2 | 0,1 | 0,0 | 0,4 | 0,1 | 0,5  |
| Всего | Всего                         | Всего                         | 488 | 253 | 18,8 | 47,0 | 26,2 | 83,6 | 1,8 | 2,7 | 0,9 | 0,0 | 1,4 | 0,9 | 6,6  |
| В японской баскетбольной лиге | В японской баскетбольной лиге | В японской баскетбольной лиге | 62  | 25  | 23,2 | 48,0 | 22,4 | 79,3 | 2,4 | 2,7 | 1,1 | 0,1 | 1,5 | 0,9 | 8,0  |
| В НБЛ (Япония) | В НБЛ (Япония)                | В НБЛ (Япония)                | 163 | 147 | 28,0 | 45,9 | 29,2 | 84,0 | 2,9 | 4,4 | 1,5 | 0,0 | 2,1 | 1,7 | 10,9 |
| В Би лиге | В Би лиге                     | В Би лиге                     | 263 | 81  | 12,1 | 48,4 | 21,0 | 85,1 | 1,1 | 1,7 | 0,5 | 0,0 | 1,1 | 0,5 | 3,6  |
| Наведите курсор мыши на аббревиатуры в заголовке таблицы, чтобы прочесть их расшифровку Статистика приведена с сайта basketball.realgm.com |                               |                               |     |     |      |      |      |      |     |     |     |     |     |     |      |